# Atletismo nos Jogos Pan-Americanos de 1975 - 10000 m masculino
A prova dos 10000 m masculino nos Jogos Pan-Americanos de 1975 foi realizada na Cidade do México, México.

## Medalhistas
| Ouro                      | Prata                    | Bronze                         |
| Luis Hernández MEX México | Rodolfo Gomez MEX México | Domingo Tibaduiza COL Colômbia |

## Resultados
| Posição           | Nome              | Nacionalidade      | Tempo    | Notas |
| ----------------- | ----------------- | ------------------ | -------- | ----- |
| Medalha de ouro   | Luis Hernández    | MEX México         | 29:19.28 |       |
| Medalha de prata  | Rodolfo Gomez     | MEX México         | 29:21.22 |       |
| Medalha de bronze | Domingo Tibaduiza | COL Colômbia       | 29:25.45 |       |
| 4                 | Garry Bjorklund   | USA Estados Unidos | 29:52.36 |       |
| 5                 | Rafael Pérez      | CRC Costa Rica     | 30:07.97 |       |
| 6                 | Edmundo Warnke    | CHI Chile          | 30:31.67 |       |
| 7                 | John Gregorio     | USA Estados Unidos | 30:42.25 |       |
| 8                 | Hipólito López    | HON Honduras       | 32:22.13 |       |